# Olaus Henrici
Olaus Henrici (1840-1916), de nom complet Olaus Magnus Friedrich Erdmann Henrici, va ser un matemàtic alemany que va treballar a Anglaterra.

## Vida i Obra
Henrici va cursar els estudis secundaris al institut de la seva ciutat, Meldorf, fins al 1856. Després, mentre treballava com aprenent d'enginyer a Flensburg, Alfred Clebsch va descobrir el seu talent i el va portat al Institut Politècnic de Karlsruhe, on donava classes, perquè estudiés matemàtiques. El 1862, Clebsch, va convèncer Otto Hesse perquè l'admetés com estudiant de doctorat a la Universitat de Heidelberg. Henrici es va doctorar el 1865 amb una tesi sobre equacions diferencials.
El 1865 va emigrar a Anglaterra on va exercir de professor, fins que el 1867 va ser nomenat professor ajudant de Thomas Archer Hirst al University College de Londres. El 1870, havent resignat Hirst, el va substituir en la seva càtedra, en la que va romandre durant deu anys fins que va ser transferit a la càtedra de matemàtiques aplicades. El 1884 va sol·licitar i obtenir la càtedra de matemàtiques del City and Guilds of London Institute, més conegut com a Central Technical College (i avui formant part del Imperial College London), càrrec que va mantenir fins a la seva jubilació el 1908, quan es va retirar a Hampshire.
Henrici és recordat perquè desaprovava la forma d'ensenyar matemàtiques de Cambridge i va promoure un estil molt més europeu continental. Entre d'altres coses, va incorporar als programes d'estudi la geometria projectiva, el càlcul vectorial i l'estàtica gràfica, essent considerat com un professor extraordinari, de gran claredat en les seves exposicions.
En el seu vessant més d'enginyer, Henrici va ser l'inventor d'un aparell, que portà el seu nom, per mesurar els harmònics de les ones sonores, i que es va fer servir fins als anys seixanta del segle xx. El 1878, Lord Kelvin ja havia proposat un analitzador harmònic mecànic, però era poc pràctic per mides i per complexitat. La idea d'Henrici de 1894 és un mecanisme molt més simple, que comença a ser explotat immediatament per la firma suïssa Coradier amb un cost gens elevat.; de fet, la seva idea era molt més amplia, ja que el que va inventar va ser una màquina que permetia resoldre de forma mecànica determinades integrals.